# Saint-Victor-et-Melvieu
 Saint-Victor-et-Melvieu  là một xã ở tỉnh Aveyron, thuộc vùng Occitanie ở miền nam nước Pháp.